# Квинт Фулвий Гилон Битий Прокул
Квинт Фулвий Гилон Битий Прокул (на латински: Quintus Fulvius Gillo Bittius Proculus; † 119 г.) е сенатор на Римската империя през края на 1 век.
Син е на Битий и е осиновен от Марк Фулвий Гилон (суфектконсул 76 г.).
През 96/97 г. е с Публицио Цертон praefectus aerarii Saturni. През 99 г. Квинт Фулвий e суфектконсул. Той е член на колегията на арвалските братя и през 115/116 проконсул на Азия.